# Amendement du rapporteur
L'amendement du rapporteur, également appelé budget secret dans les médias est une pratique législative brésilienne destinée à l'origine à permettre des ajustements mineurs dans le budget du gouvernement. À partir de 2015, le montant des fonds alloués selon cette méthode a augmenté dans le budget public. De plus, les parlementaires à l'origine de ces modifications ne sont pas clairement identifiés, puisque ces amendements sont présentés par un rapporteur parlementaire. On estime que les fonds ainsi alloués étaient d'environ 16 milliards de réaux en 2021 et d'un montant similaire en 2022, soit environ 3 milliards d'euros,. Fin décembre 2022, cette pratique est déclarée contraire à la Constitution par le tribunal suprême fédéral.

## Critiques vis-à-vis de cette pratique
Contrairement aux amendements budgétaires classiques, il n'y a pas de répartition égale entre les membres du Congrès dans l'attribution de ces fonds, ni de critères établis pour leur répartition entre les groupes parlementaires ou les régions du Brésil. Cette pratique a favorisé un rapprochement entre le gouvernement de Jair Bolsonaro et les partis du Centrão, permettant au président de gagner en influence, en menant une politique budgétaire clientéliste. Une enquête du journal O Globo indique que les personnalités politiques les plus favorisés étaient : Davi Alcolumbre (sénateur d'Amapá, alors affilié aux Démocrates ), Ciro Nogueira (sénateur de Piauí, affilié au PP), Fernando Bezerra Coelho (pt) (sénateur de Pernambuco, affilié au Mouvement démocratique brésilien), Domingos Neto (député fédéral de Ceará, affilié au Parti social-démocrate) et Arthur Lira (pt) (président de la Chambre des députés et député fédéral d'Alagoas et affilié à Progressistas). Seuls 4 % des fonds ont été alloués aux parlementaires de l'opposition.
En 2021, la membre de la Cour suprême Rosa Weber avait suspendu ces transferts, qui ont repris après qu'elle soit revenue sur sa décision, à la condition d'une plus grande transparence de la pratique.
Le budget secret a été évoqué par l'OCDE comme un cas de « régression dans la transparence du processus législatif », de même que l'assouplissement de la loi sur l'improbité administrative, à la suite d'un audit de l'organisation indépendante Transparency International de mars 2022.
Plusieurs allégations de corruption concernant les fonds distribués dans ce cadre ont acquis une notoriété nationale. Les plaintes portent sur les prix excessifs dans l'achat de tracteurs, d'autobus scolaires et de camions à ordures. Les véhicules achetés avec les sommes allouées sont également destinés de manière disproportionnée aux circonscriptions d'hommes politiques influents. Une ambulance sur cinq achetée, par exemple, était destinée à Piauí, le fief de Ciro Nogueira, ce qui a représenté près du double du montant destiné à l'État de São Paulo.
Les premières arrestations ont eu lieu en octobre 2022. Elles sont liées à des fraudes sur la sécurité sociale brésilienne.

## Déclaration d'inconstitutionnalité
Le 15 décembre 2022, le juge du Tribunal suprême fédéral (STF) Rosa Weber a requis un vote contre la légalité de la pratique et précisant que le dispositif fonctionne « en marge de la légalité ». Le juge du STF Ricardo Lewandowski (pt) s'est également prononcé en faveur de l'inconstitutionnalité de cette pratique, permettant à la motion d'être adoptée à la majorité.